# PBXN-109
PBXN-109 je vojenská trhavina používaná pro plnění běžných bomb (např. Mark 82) především americkou armádou a námořnictvem, kde nahrazuje dříve používaný tritonal 80/20 (TNT/hliník v poměru 80:20 hm. %). Skládá se z 64 % hexogenu (obecně ve formě I-RDX a podobných analogů, čili méně citlivých krystalových forem RDX), 20 % práškového hliníku a 16 % polymerního systému na bázi HTPB, DOA a IPDI. Stejně jako jiné výbušniny na bázi HTPB s přídavkem hliníku má formu šedé polotvrdé hmoty (přibližně srovnatelné s velmi hustým molitanem). Do bomb se plní odléváním. Citlivost na náraz je podobná jako u tritonalu, avšak citlivost na zahřívání a požáry a z ní plnoucí detonace je nižší. Celkový výkon výbušniny je nepatrně vyšší než u tritonalu a přibližně o 20 % vyšší než u TNT (v závislosti na použité metrice). Detonační rychlost je kolem 7600 m/s, detonační tlak Pcj je kolem 205 kbar a hustota je 1,656 g/cm3.
Vzhledem k relativně vysokému obsahu práškového hliníku lze klasifikovat PBXN-109 jako termobarickou (TBX, přesněji EBX) výbušninu. Část tlakové vlny je tedy generována rychlým hořením práškového hliníku v zahřáté směsi produktů detonace hexogenu a okolního vzduchu. Zatímco nálož PBXN-109 detonuje během setin milisekundy (7,6 cm vrstva nálože každou 1/100 000 sekundy), tak explozivní hoření vyvržených částeček hliníku trvá řádově milisekundy, je tedy asi 100× pomalejší a nezvyšuje brisanci..
PBXN-109 se mimo jiné používá v náložce na explozivní překonávání dveří Simon v množství 120 nebo 150 g.